# Orientalsk bøg
Orientalsk Bøg (Fagus sylvatica subsp. orientalis) ligner i næsten alle træk Almindelig Bøg, men denne underart har ægformede, helrandede blade og kort bladstilk. Underarten kan bruges som prydtræ på linje med Almindelig Bøg.

## Kendetegn
Orientalsk Bøg er et løvfældende træ med en kuplet krone og en opret stamme. Barken er først brun med lyse barkporer. Senere bliver den glat og grå, og selv gamle træer har glat, grå bark. Orientalsk Bøg har en bark, som er lysere end Almindelig Bøgs. Knopperne ligner dem hos Almindelig Bøg, men bladene afviger en del: de er ægformede og helrandede uden udbugtninger eller spidser langs randen, og stilken er kort. Frugtskålene er ægformede og tydelig tilspidsede med meget lange, trævlede frynser.
Rodsystemet er højtliggende og består af mange, kraftige hovedrødder og et fint filt af siderødder.
Træet kan – i sit naturlige udbredelsesområde – nå højder på 30-40 m med en kronediameter på 20-30 m.

## Hjemsted
Denne underart har sin naturlige udbredelse i det nordlige Iran, på Krim, i Lilleasien og Kaukasus med en vestlig grænse gennem Bulgarien og Grækenland.
Det diskuteres, om der findes naturlige hybrider mellem Almindelig Bøg og Orientalsk Bøg, og selv meget præcise undersøgelser må nøjes med at konstatere, at det er meget lidt sandsynligt. Dette begrundes med den ganske smalle berøringsflade mellem dem (nemlig i det sydlige Bulgarien og det nordøstlige Grækenland).

## Galleri
|  |  |
|  |  |

## Note
1. ↑  Encyclopedia of Life: Oriental Beech (Fagus orientalis) – kortfattet artikel om underarten (engelsk)
2. ↑  Seraphim Hatziskakis, Ioannis Tsiripidis og Aristotelis C. Papageorgiou: Leaf morphological variation of beech (Fagus sylvatica L.) populations in Greece and its relation to postglacial origin. – en meget teknisk og statistisk præget afklaring af det indbyrdes slægtskabsforhold mellem de to underarter (engelsk)